# Personnages d'Ōban, Star-Racers
Cette page présente les différents personnages de l'univers de Ōban, Star-Racers.

## Aikka
Adversaire de l'équipe terrienne et prince des Nourasiens, il est aussi, par un jeu d'alliance, l'allié des Crogs. Molly a un faible pour lui et ils s'entendent bien, ce qui n'est pas le cas avec le reste de l'équipe terrienne, notamment Jordan. Il est gentleman et maîtrise les arts martiaux de sa planète. Son âge est nettement plus avancé que son apparence le laisse paraître, les Nourasiens vieillissant moins vite que les humains (épisode 2). Son Star-Racer est un scarabée géant appelé Gdar.

## Arrow
C'est le Star-Racer (vaisseau de course) de l'équipe terrienne. Au fur et à mesure des dégâts occasionnés par les courses, il évoluera. L'équipe terrienne emmène avec elle deux Arrow pour la course, mais l'Arrow I est détruit lors d'un accident dû à un sabotage (épisode 2). L'Arrow II, lui, sera totalement détruit lors de la course contre Spirit. L'Arrow III fut construit lors de l'épisode 13 avec l'aide de mécaniciens d'Arouas, il est entre autres plus rapide, plus sûr et équipé de boosters drive qui lui permettent d'atteindre une vitesse bien plus élevée qu'avant. Ce vaisseau sera régulièrement abîmé par les autres concurrents sur Ōban. L'Arrow est un Star-Racer caractéristique de la technologie terrienne des années 2070-2080.

## Avatar
Entité mystérieuse et omnipotente, l'Avatar apparait lors de la guerre entre la Terre et les Crogs pour inviter tous les peuples de la galaxie à s'affronter lors de la grande course déca-millénaire d'Ōban. Il en résulte une trêve de 25 ans qui stoppe l'attaque finale des Crogs et sauve temporairement la Terre (épisode 1).

## Canaletto
Sorte d'alter-ego maléfique de l'Avatar, il dispose de la moitié de ses pouvoirs. Il se proclame Seigneur de la Pureté et  souhaite redevenir l'Avatar pour reconstruire la galaxie à son image. Il sera détruit par Jordan dans l'épisode 26 quand ce dernier devient le nouvel Avatar.

## Cérès
C'est le seul survivant d'une très ancienne civilisation. Cérès court sur un Star-Racer en forme de diapason et utilise le champ magnétique planétaire pour lancer ses attaques.

## Flint et Marcel
Ce sont les deux champions scrubbs de la planète Arouas où se déroulent les éliminatoires de la première partie de la série. Leur vaisseau, la Flying Fortress, a été construit à partir de pièces de récupération d'autres Star-Racers.

## Lord Furter
Lord Furter est un petit bonhomme blanc avec un monocle et une énorme langue. C'est un excellent pilote. Son Star-Racer est  un bateau volant comportant un équipage, des petits canons sur les côtés et des mâts qui peuvent se transformer en canons laser géants. Dans l'épisode 24, son Star-Racer sera détruit par Kross, il est présumé mort pour s'être échappé juste à temps.

## Grooor
C'est un concurrent redoutable et mais il est surtout extrêmement mauvais perdant. Il se meut dans une armure fonctionnant à la vapeur et se met en colère très facilement. C'est le premier concurrent que l'équipe terrienne affronte lors des éliminatoires (épisode 2). Son Star-Racer s'appelle l'Apocalypse qui sera détruit par Jordan lors de la deuxième course.

## Koji
C'est l'un des mécaniciens de l'Arrow, spécialisé dans le système informatique.

## Kross
Général et chef de l'Empire Crog, il court à la place de Toros sur Ōban. Il est sûrement le pilote le plus cruel de la course. Son Star-Racer ressemble à celui de Toros mais plus évolué, il peut tirer des boules d'énergie rouges. Il est finalement tué dans la dernière course par Molly dans l'épisode 24.

## Marcel
Voir Flint.

## Muir
Muir est un animal étrange ressemblant à un crabe avec une carapace, des pinces et des tentacules roses qui sont très convoités par les braconniers car ils peuvent utiliser la télépathie. Muir fait sa première apparition sur la planète d'Ōban en tant que concurrent. Son Star-Racer est tout comme Ô (voir ci-dessous) une sorte de deuxième corps extrêmement grand muni d'une carapace (qui résiste sans problème aux tirs de l'Arrow III) mais il possède aussi beaucoup de bras, des tentacules et dans l'épisode 15 on le voit utiliser une sorte de membrane sur son ventre qui largue des explosifs de couleur verte. Après avoir enlevé Molly dans une course, il lui révèle qu'il veut gagner le Prix Ultime pour ressusciter son amie morte il y a longtemps. Quand il apprend que le Prix Ultime ne pourra pas exaucer son souhait, il abandonnera.

## Ning et Skun
Ning et Skun sont deux sœurs à l'apparence plutôt démoniaque qui participent à la grande course d'Ōban. Leurs Star-Racers sont des sortes de motos de couleur noire et bordeaux qui peuvent lancer des rayons lasers de couleur rose sur leur ennemi. Dans l'épisode 16, on peut constater que leurs motos peuvent s'assembler pour n'en former qu'une seule. La "grande" moto peut alors lancer deux très puissants rayons lasers rouges guidés causant beaucoup de dégâts. Dans l'épisode 24, elles se font battre par Kross mais rentrent sur leur planète dans le dernier épisode.

## Õ
Sorte de grand extraterrestre blanc avec un œil, Il ne peut pas communiquer par la parole et semble avoir aidé Satis dans le passé. Son Star-Racer est une sorte de deuxième corps très grand qui peut voler, renvoyer les attaques et en repliant ses ailes forme une sorte de cocon. Il peut aussi se transformer en un humanoïde de 20 mètres de haut (ses bras sont alors dotés de bouches et de dents). Il meurt dans une gigantesque explosion pour protéger Molly, Jordan et le Prince Aïkka.

## Ondaï
Ondaï est un robot très intelligent qui souhaite gagner le Prix Ultime pour devenir un être de chair et d'os pour ressentir des émotions. Dans les courses, il se connecte à son Star-Racer qui est un vaisseau en forme de rapporteur qui peut lancer des rayons laser de couleur jaune. Son Star-Racer peut aussi se transformer en robot géant qui a alors des lames jaunes aux mains. Il sera détruit par le prince Aïkka, lors de la course finale dans l'épisode 24.

## Para-Dice
C'est une jeune extra-terrestre espiègle de 12 ans ressemblant à un chat, pirate informatique aguerrie et toujours prête à envoyer des centaines de missiles sur ses concurrents. Son Star-Racer, le TV Ball, est en forme de tête de chat géante montée autour d'un téléviseur.

## Rush
Citoyen de la planète Byrus, il participe à la course pour restaurer sa planète ravagée par les Crogs. Surnommé "Gros Père Noêl" par Jordan, il prend les commandes d'un gros et grand vaisseau tout en ferraille.

## Satis (Super-Racer)
C'est un personnage mystérieux qui accueille l'équipe terrienne au nom de l'Avatar, leur fournit les règles du championnat et qui apparait souvent lorsque Molly se sent rejetée ou exclue. Il concourt sous le nom de Super-Racer avec son vaisseau, le Super Requin, d'apparence ridicule mais pourtant terriblement dévastateur. Il est également l'Avatar car il a gagné la dernière course d'Ôban 10 000 ans auparavant.

## Skun
Voir Ning.

## Spirit
C'est un extra terrestre de forme humanoïde, totalement noir capable de se métamorphoser en Star-Racer (épisode 11). Il ne peut pas communiquer par la parole. Il a également été l'adversaire de Maya Wei le jour de son accident.

## Stan
C'est un des mécaniciens de l'Arrow, spécialisé dans le système de propulsion.

## Sûl
Sûl est un magicien extrêmement puissant qui maîtrise le temps, l'espace et même la destinée. Pour lui, gagner le Prix Ultime serait simplement la dernière chose qu'il souhaite avoir en sa possession (il maîtrise déjà tous les pouvoirs de la galaxie). Son Star-Racer est en fait une pyramide d'énergie qu'il crée grâce à ses pouvoirs pour se déplacer. Ce sera longtemps le premier dans toutes les courses mais il se fera aspirer dans une autre dimension en plein milieu d'une course par Canaletto dans l'épisode 20.

## Rick Thunderbolt
Premier pilote de l'Arrow, gravement blessé à la suite du sabotage de son vaisseau (épisode 2). Rick a été découvert par Don Wei, alors en exil, qui l'a aidé à devenir un des meilleurs pilotes de Star-Racer (épisode 10). Il deviendra comme un grand frère pour Molly qu'il appelle souvent P'tite souris. Il retournera sur Terre après la victoire de Molly contre Toros et la qualification de la Terre pour l'équipe Terrienne (épisode 13).

## Toros
C'est un colonel Crog et un pilote impitoyable. Son chasseur Trident possède trois lames extrêmement dangereuses et peut tirer de petits lasers rouges (épisode 7). Il sera décapité par Kross (qui prendra sa place) pour avoir perdu sa dernière course contre l'équipe terrienne dans l'épisode 13.

## Eva (ou Molly) Wei
C'est l'héroïne de la série. Elle fut abandonnée par son père, Don Wei, lorsqu'elle n'était encore qu'une petite fille. Elle ira le retrouver mais ce dernier ne la reconnaîtra pas. Elle prendra alors le pseudonyme de Molly et, à la suite d'une succession d'évènements, deviendra la pilote officielle de l'Arrow, le vaisseau de course de l'équipe terrienne. C'est sous cette identité qu'elle essaiera de se faire accepter par son père. Excellente en mécanique, Éva est aussi impulsive et imprévisible. À la fin de la série, elle reformera une famille avec son père et promet à Aikka de venir visiter son monde un jour.

## Don Wei
C'est le père d'Éva et le manager de l'équipe terrienne. Sec et autoritaire, Don Wei refuse de voir des femmes au volant. Profondément marqué par la mort de sa femme dix ans auparavant, il a complètement oublié l'existence de sa propre fille qu'il a abandonné (épisode 4) mais il finira par découvrir que Molly n'est autre qu'Éva sa fille (épisode 17) et avoua qu'il avait abandonné sa fille à cause du chagrin provoqué par la perte de sa femme Maya, mais il finira par se réconcilier avec elle et à reformer leur famille.

## Maya Wei
C'est la mère d'Éva. Décédée dix ans avant le début de la série dans un accident de Star-Racer lors d'un autre tournoi inter-galactique contre Spirit, c'était l'une des meilleures pilotes de Star-Racer. On apprendra dans le dernier épisode, que c'est Canaletto et non Spirit qui est responsable de sa mort, Spirit ayant voulu la sauver mais Maya a refusé.

## Jordan Wilde
C'est l'artilleur de l'Arrow. Excellent tireur, Jordan n'hésite pas à se moquer ouvertement des autres concurrents de la course. Il n'apprécie pas du tout le prince Aikka et les Nourasiens en général, mais il finira par l'apprécier lors de la Bataille Finale contre Canaletto. Il est aussi courageux que Molly, l'un comme l'autre n'hésitant pas à escalader un Star-Racer en pleine course. Avec Molly, les relations tendues du début vont faire place à une complicité et ensuite il en tombera amoureux, et il lui avouera ses sentiments avant de devenir le nouvel avatar. Il aura juste le temps de l'embrasser avant de partir avec les créateurs.